# (33386) 1999 CJ48
1999 CJ48 (asteroide 33386) é um asteroide da cintura principal. Possui uma excentricidade de 0.20736960 e uma inclinação de 2.88231º.
Este asteroide foi descoberto no dia 10 de fevereiro de 1999 por LINEAR em Socorro.